# Igreja de Santa María del Naranco

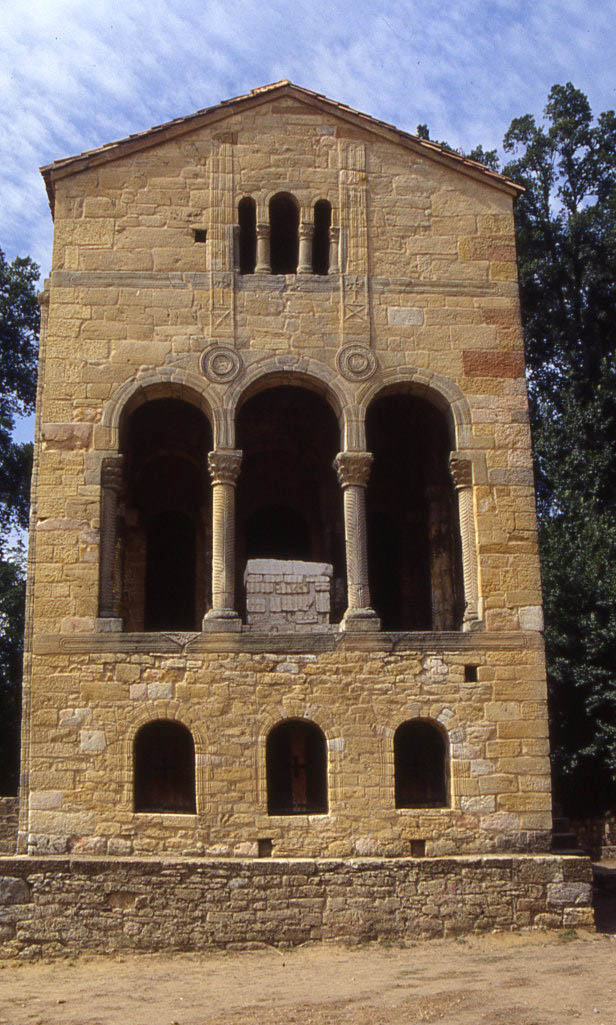
Santa María del Naranco

Santa María del Naranco é uma igreja Pre-românica Asturiana situada a três quilómetros de Oviedo, sobre a ladeira Sul do Monte Naranco, que originalmente foi o palácio do rei Ramiro I, construída em 842 e consagrada em junho de 848.

## História
Construída a 3 Kilómetros de Oviedo, faz parte de um conjunto de edifícios Pré-Românicos que inclui a Basílica de San Miguel de Lillo, construída a cerca de 200 metros a Noroeste de Santa María del Naranco. Esta Aula Régia foi transformada em Igreja por volta so Século XII, evidenciado na sua citação na Crónica Silense como "Templo de Santa Maria". Como este edifício estaria nas redondezas de um bosque no qual a caça era abundante, e o facto de que está ausente um a Abside para o trono real, crê-se que este possa ter servido a função de Palácio de Campo ou Residência real destinada ao ócio. A função palacial deste edifício é ainda mais reforçada pelo facto que existem poucas de depicções religiosas, sendo depictadas na sua arquitetura maioritariamente cenas do quotidiano, de caça, ou elementos naturalistas.

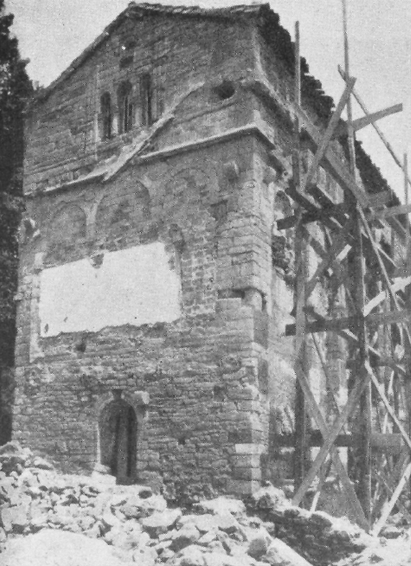
Exterior de Santa María del Naranco no início do século XX, a meio da restauração

Ao longo dos séculos, o edifício sofreu várias alterações, como a Casa Sacerdotal anexada à fachada Ocidental ou a Sacristia Barroca, erguida em 1678, adossada à fachada Oriental. Sofreu também várias adições ao seu interior, como um Púlpito, uma torre sineira, um altar e um Batistério.

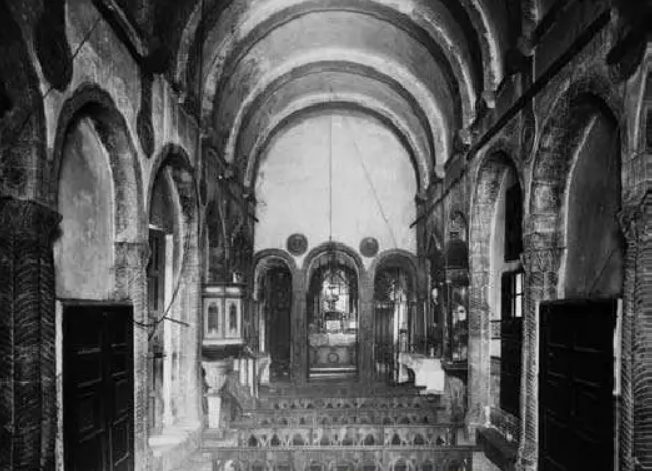
Santa María del Naranco antes da restauração ao seu estado original, início do Século XX

Entre 1929 e 1934, o Arquiteto Luis Menéndez Pidal intervem em Santa María del Naranco com o fim de devolver este edifício ao seu estado original. Nesta intervenção é derrubada a Sacristia e a Casa Sacerdotal. O interior e o Exterior foram limpos dos aditivos posteriores e os miradouros foram restaurados. Durante estas escavações foram descobertas partes inferiores do edifício que eram anteriormente desconhecidas.
Já em 2006 ocorreram mais intervenções, especialmente para limpar os arredores do edifício e consolidação da drenagem exterior do edifício.
Estas intervenções ocorreram denovo a 2 de Outubro de 2023, onde se descobriu no vestíbulo uma peça que poderia funcionar como base para um sarcófago, introduzindo a possibilidade deste monumento ter servido como panteão real para o próprio Ramiro I.

## Arquitetura

Planta de Santa María del Naranco

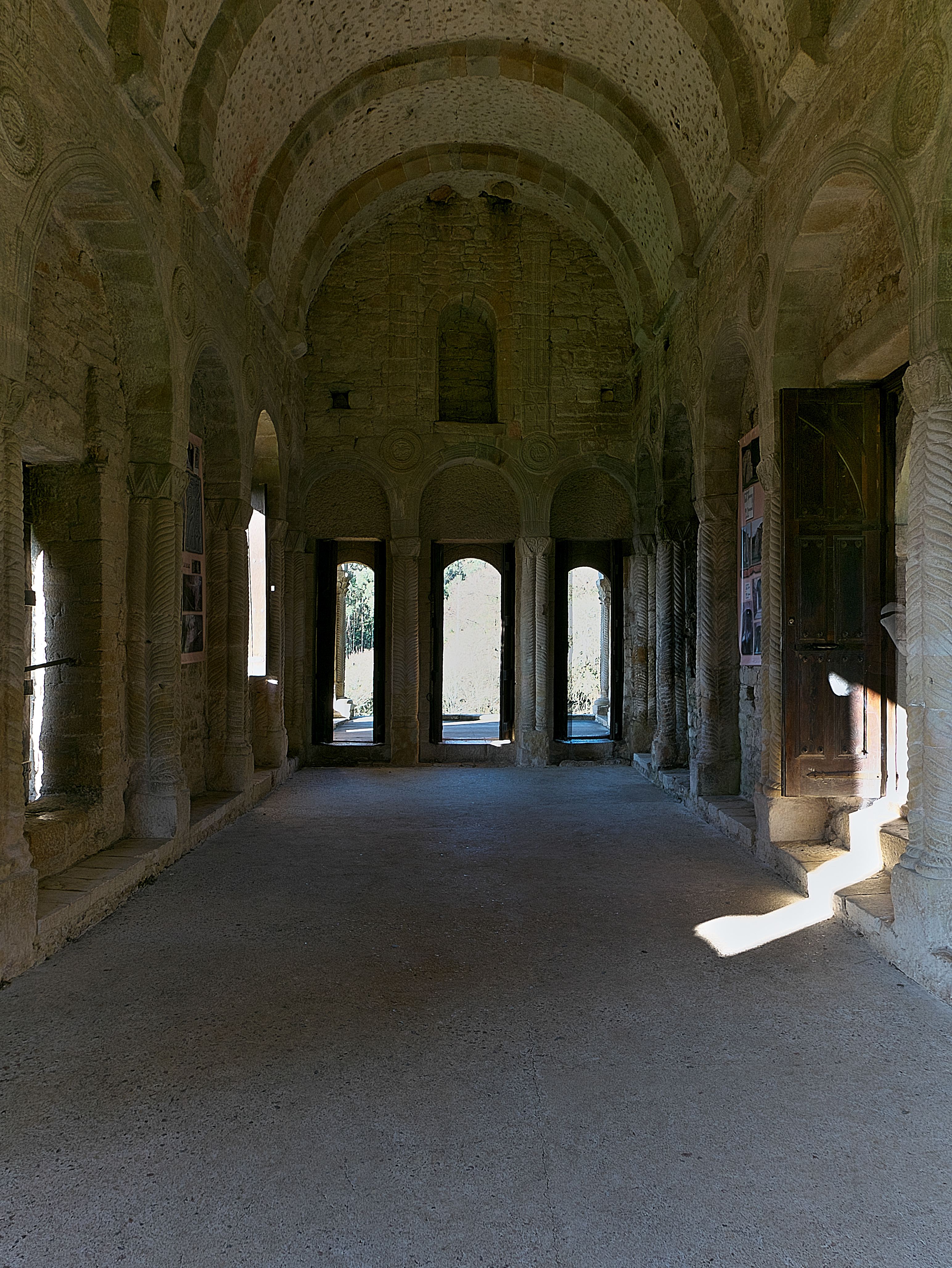
Interior do Piso Superior, Lado Oeste

Em termos de planta, este edifício tem estrutura tripartida, isncrita num retângulo de 21 x 6 metros, e em termos de comprimento encontramo-nos com dois miradouros, medindo 4 metros de comprimento cada. Entre os dois miradouros está a ala central, medindo esta 12 metros de comprimento. Em altura o edifício mede 9 metros. Encontramos uma escadaria bilateral no lado Norte do edifício que faz a ligação com o piso superior.
Uma das características-chaves que é demonstrada neste edifício é a existência de uma abóbada de berço  inferior e superior, que corre todo o comprimento do edifício. Esta forma de cobertura assimila-se muito à morfologia da Câmara Santa da Catedral de Oviedo. Na planta superior que se acede através das escadas exteriores, encontramo-la coberta pela abóbada de berço mencionada anteriormente, suportada por arcos que a correm, articulando o espaço. As paredes laterais estão decoradas com arcadas cegas que descansam em colunas adossadas, servindo também para auxiliar no suporte do peso da construção.
A planta inferior tem uma distribuição parecida à superior, contendo uma ala central e duas alas laterais que a flanqueiam, tendo uma delas uma porta para o exterior para Oeste e a outra três janelas orientadas para Este. São desconhecidas as funções das alas inferiores mas teoriza-se que a ala Este tenha servido como uma "Sala de Banho".

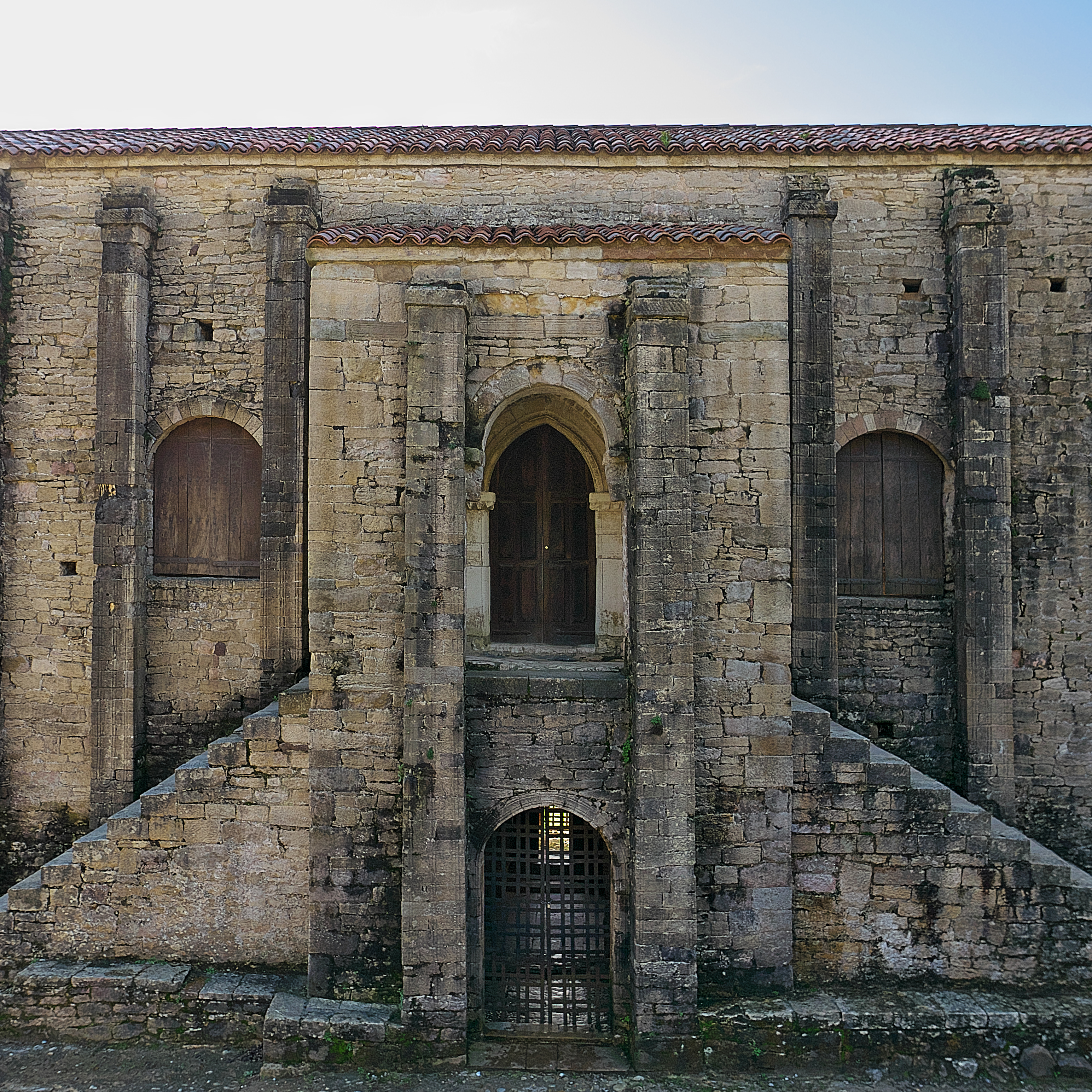
Escadaria que fornece acesso ao piso superior do monumento

Os Miradouros que ladeiam o edifício contêm cada um 5 arcos de volta perfeita peraltados, três arcos na face principal e dois laterais para cada lado. Esta disposição frontal é depois refletida na janela tripartida acima destes (a uma escala menor) que serve de janela a duas câmaras inacessíveis e coroando simetricamente o edifício nos dois lados. Na face Norte e Sul do edifício, vemos então contrapostos simples que suportam o peso e que correspondem aos arcos de suporte interiores, tendo a face norte a escadaria anteriormente referida.
Observando a morfologia deste edifício, destaca-se então a sua verticalidade, obtida pelos arcos peraltados, pelos contrapostos e pelas abóbadas, dando-lhe então um claro aspeto distinto, simétrico e vertical, claro antecessor do estilo Românico.

## Iconografia Escultórica

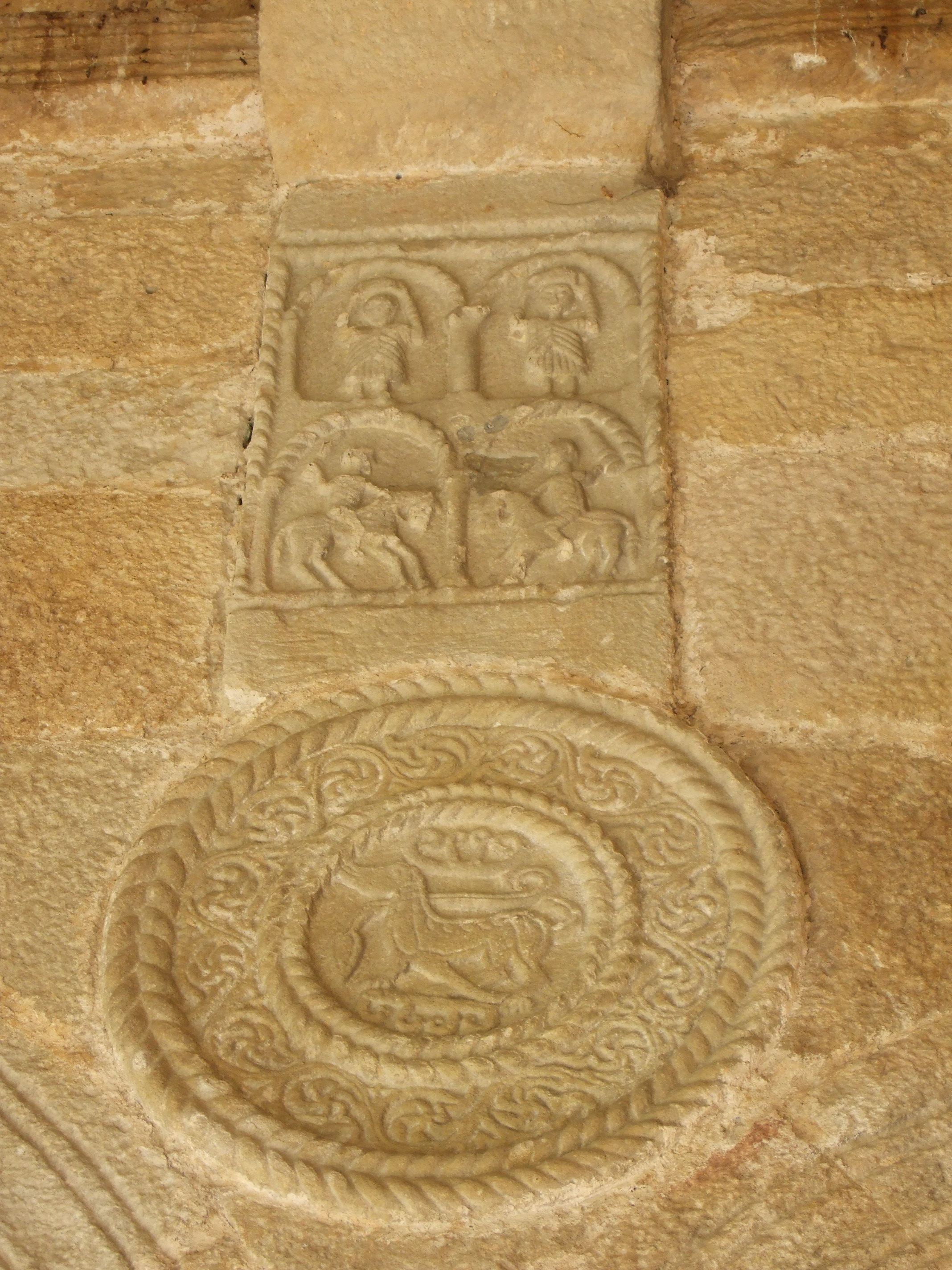
Medalhão e Banda Historiada

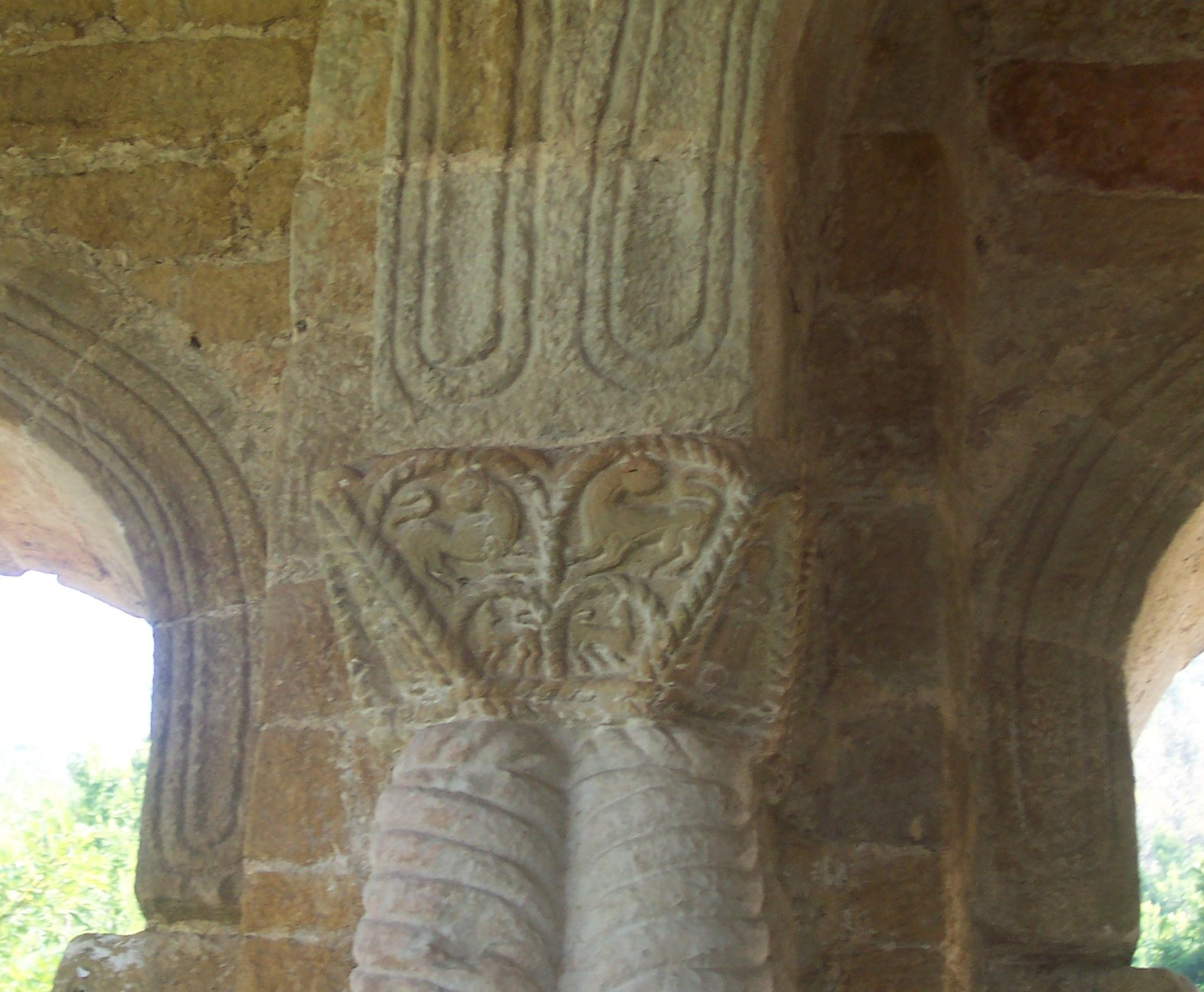
Capitél Geométrico Historiado

Santa María del naranco segue um rico programa iconográfico promovido pela corte de Ramiro I. Não existiam indícios de programas artísticos tão ricos e equilibrados, tanto arquiteturalmente como escultóricamente como vemos em Santa Maria de Naranco, inspirando-se especialmente na Arte Bizantina. A sua decoração está repartida entre Capitéis, Medalhões, Linhas Historiadas e Cruzes:
- Capitéis: Suportados por colunas com fustes riscados, sendo deles que se desenvolve a decoração do edifício. Podemos encontrar capitéis com grande variedade temática: geométricos, coríntios (Ao contrário de outros edifícios como Santulliano, aqui os capitéis não são reutilizados),[7] figuras da natureza, quotidiano e religiosas (raramente);[6]
- Medalhões: Existem um total de 32 distribuídos no exterior e interior, colocados nas juntas dos arcos, depictando principalmente figuras zoomórficas. Os círculos que rodeiam o medalhão representão padrões vegetalistas, deliminados por cordas;
- Faixas Historiadas: São de forma retangular, encontrando-se nas paredes Norte e Sul do edifício. Os espaços em que se desenrolam os relevos são delimitados, mais uma vez, por cordas, mas neste caso estão divididos em quatro compartimentos (Dois em cima e dois em baixo), representando cada um personagens diferentes, no entanto, nos dois compartimentos superiores estão sempre representados dois anjos de asas abertas.
- Cruzes: Como em todos os edifícios Pré-Românicos Asturianos, estão aqui também representadas várias cruzes, neste caso adjacentes aos medalhões do lado transversal do edifício. Têm enorme importância pois agem aqui como a primeira representação da cruz grega ligada à monarquia asturiana, que depois se tornaria em símbolo.[7]

Outra irregularidade escultórica no edifício é o altar que está presente no miradouro Oriental do edifício. Este altar pertenceu originalmente a San Miguel de Lillo, mas foi colocada aqui, estando a original agora no Museu Arqueológico das Asturias. A sua inscrição lê: "Este ara de bendición a la gloriosa Santa María" (Este altar de bendição à gloriosa Santa Maria)

## Galeria

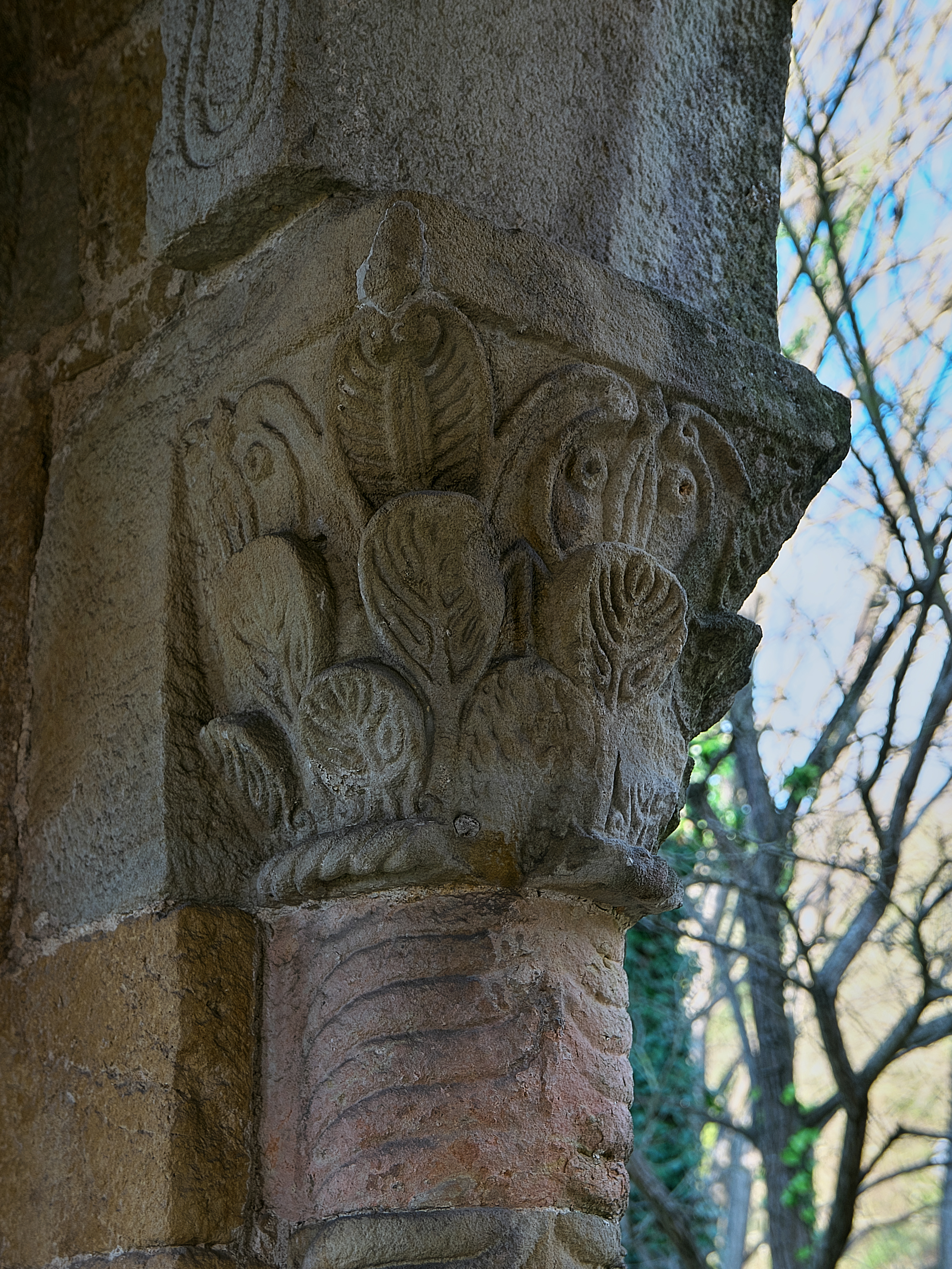
Capitel de Inspiração Coríntia
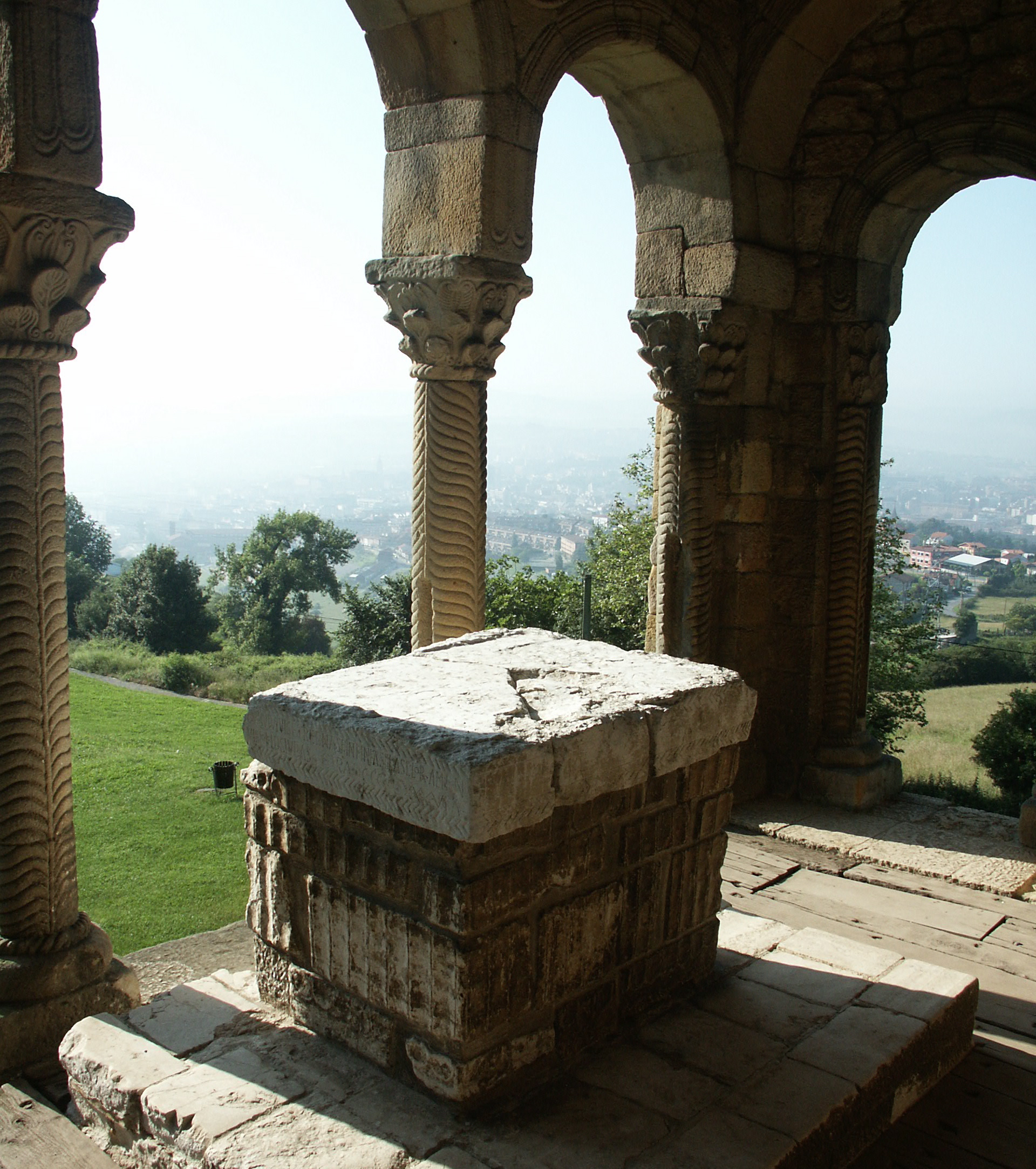
Altar no mirador Este
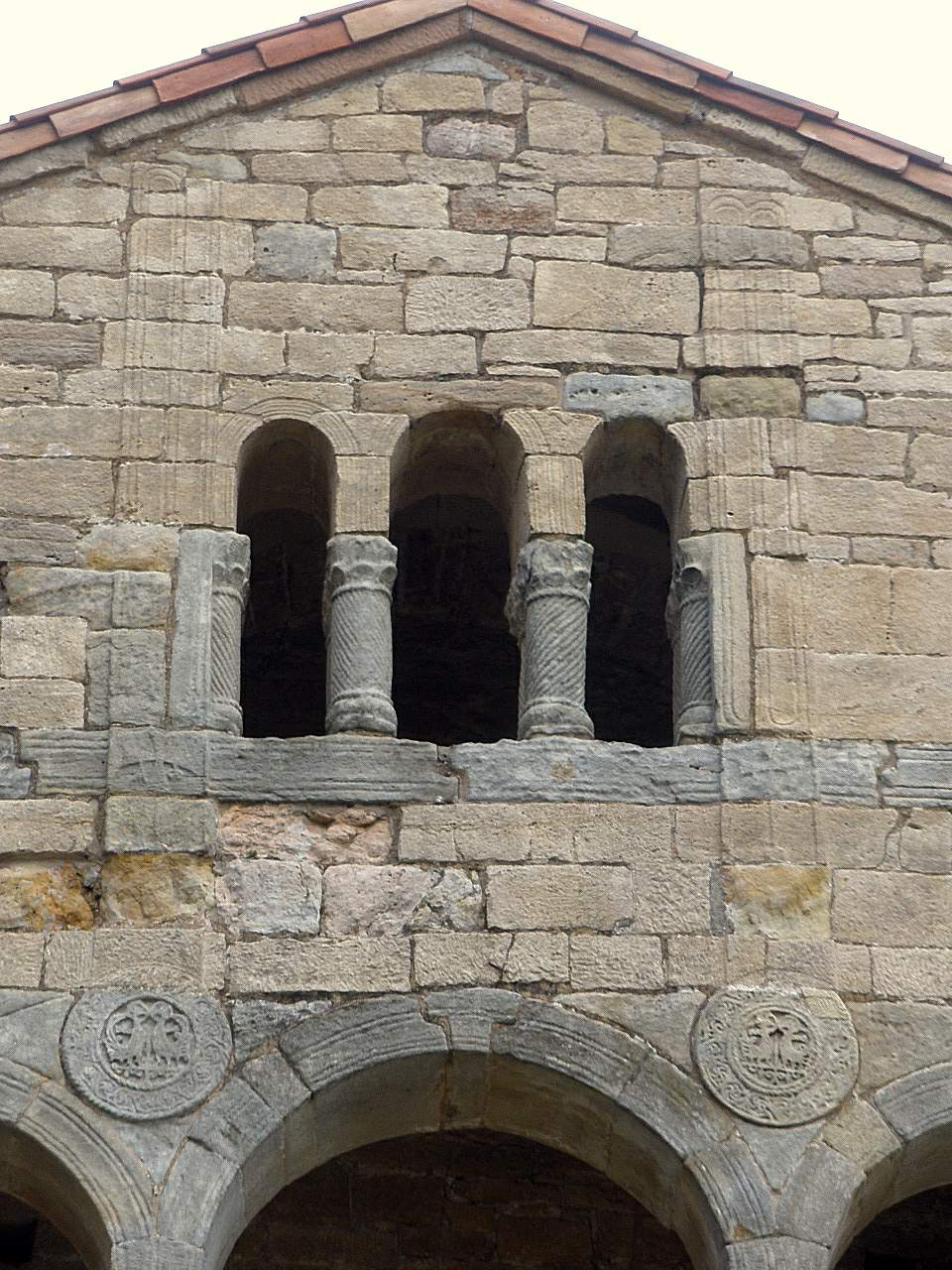
Janela Tripartida
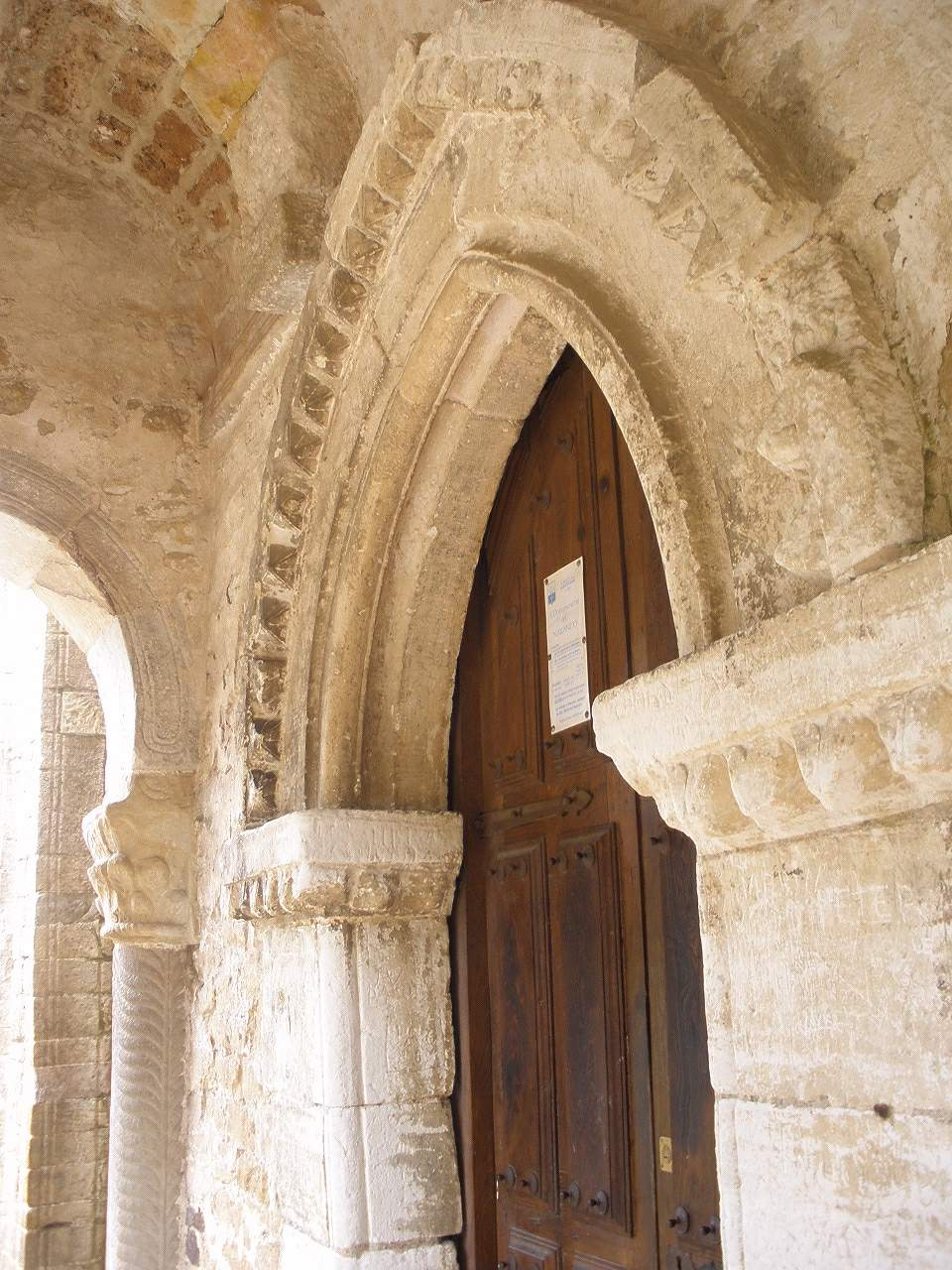
Porta de arco ogival, posterior à construção original
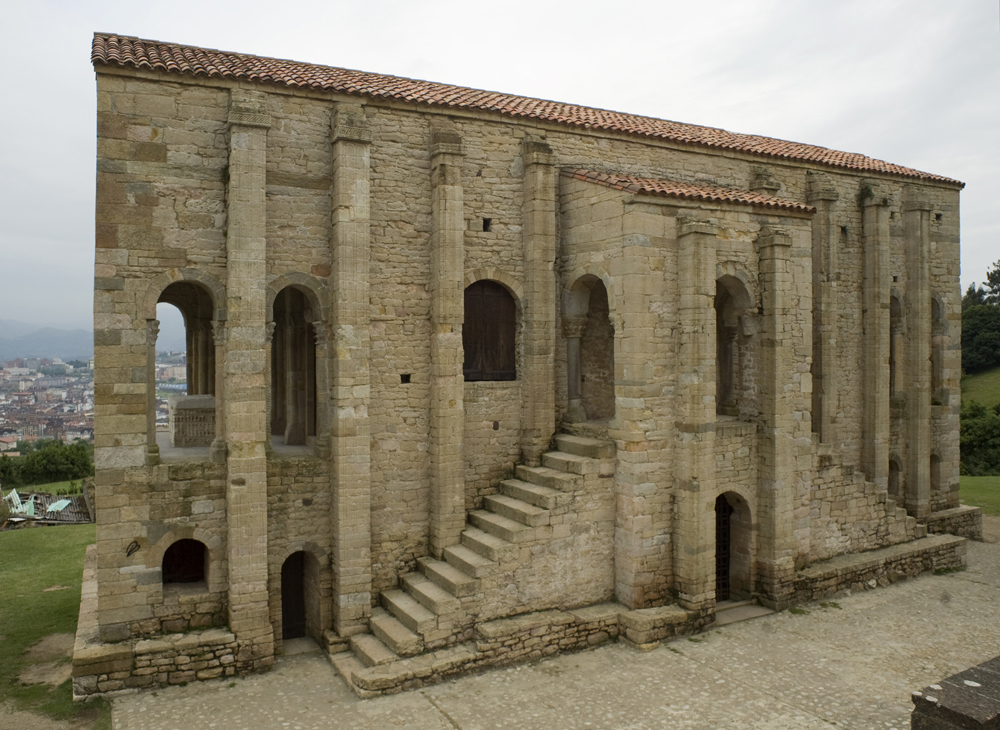
Face Norte
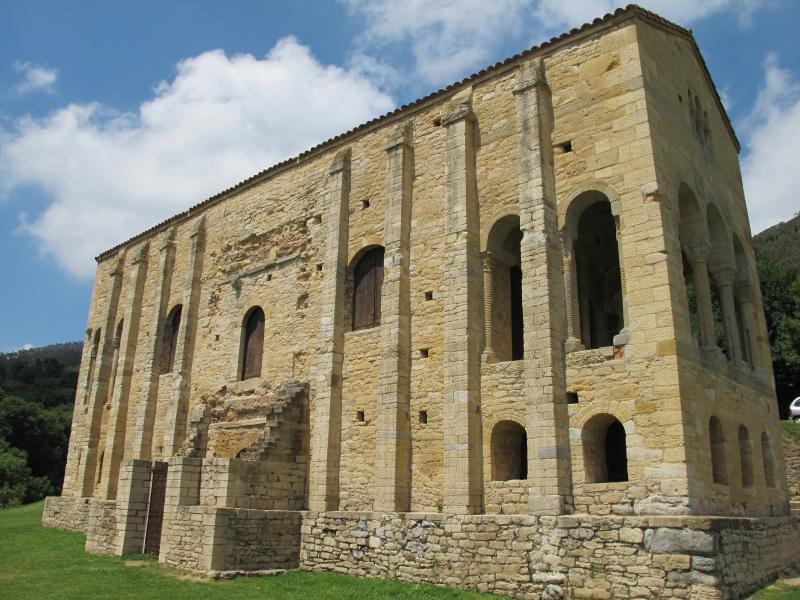
Lado Sul
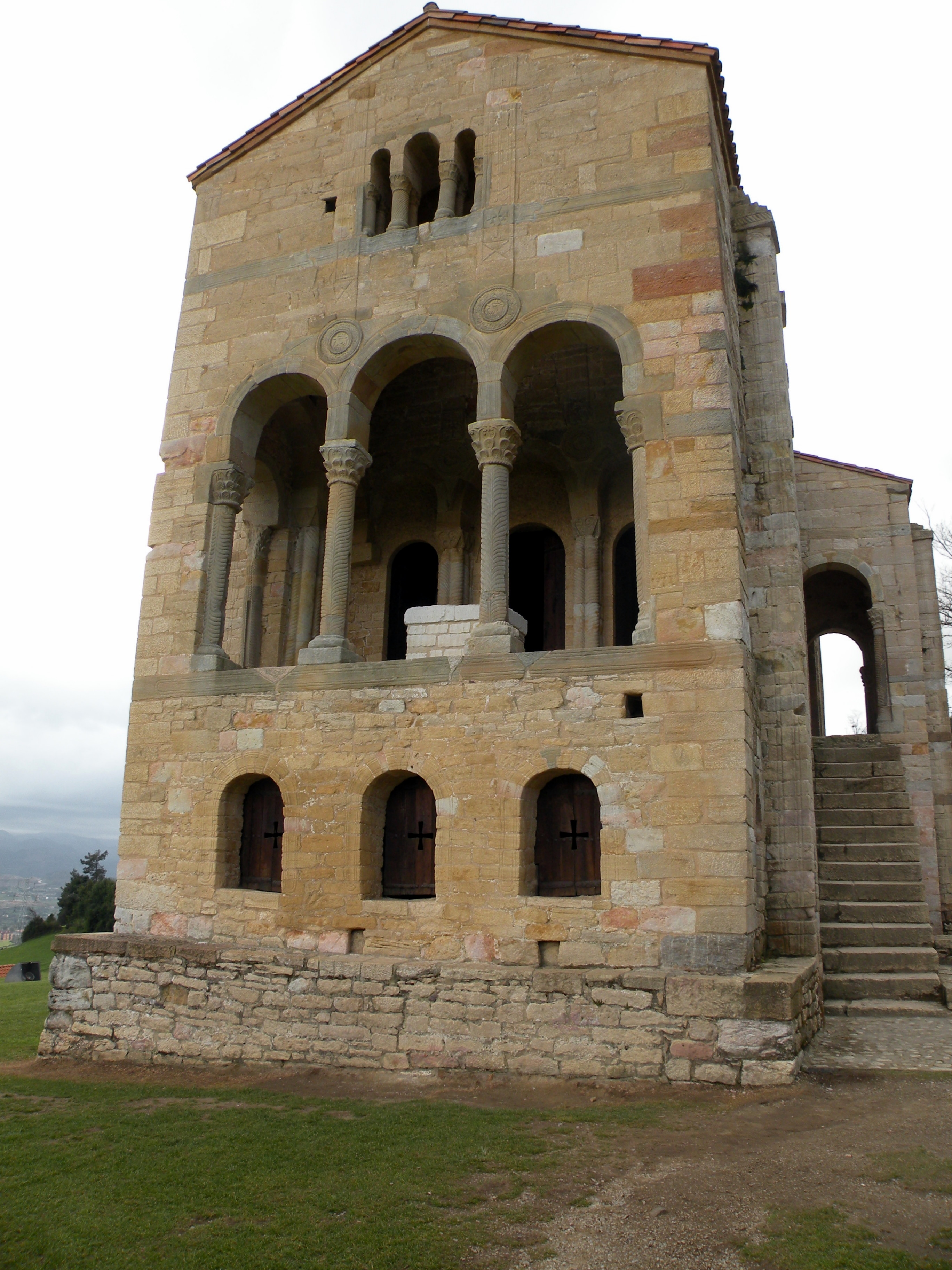
Lado Este
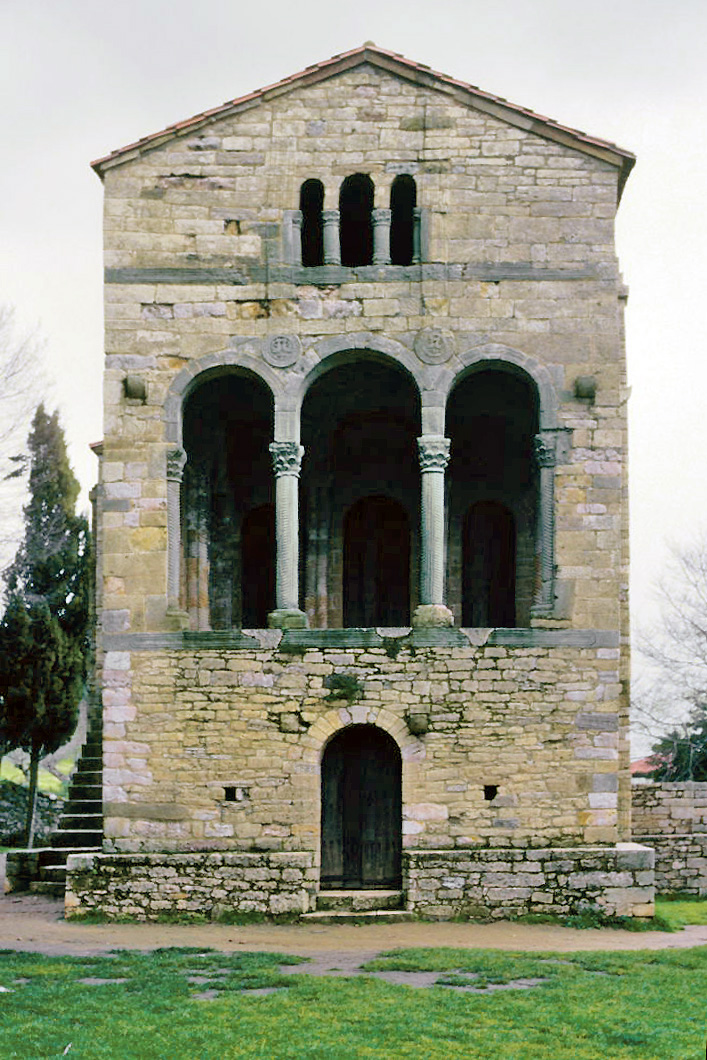
Lado Oeste